# 吉見衣世
吉見 衣世（よしみ いよ、10月6日 - ）は、日本のグラビアアイドル。京都府舞鶴市出身。所属事務所はマグニファイ。

## 来歴
2007年よりグラビアをメインに活動。2008年、『やりすぎコージー』（テレビ東京）に8代目やりすぎガールの一人としてレギュラー出演。2009年には「2009年のSUPER GT」のイメージガール“angelic”（アンジェリック）のメンバーとして活動した。
2010年2月28日、同日開催のイベントをもって前所属事務所のニューゲートプロダクションを退所し芸能活動を引退。
2012年10月、芸名を吉見衣世に改め、フリーのグラビアアイドルとして活動を再開。
親交のあった吉川さおりもこれに合わせて芸名を吉見早央と改め、両者による架空の姉妹ユニット「吉見姉妹」としても活動を始めたが、2013年7月に両者がそれぞれ新事務所に所属したのを機にコンビを解消した。
2013年7月よりマグニファイに所属している。
2014年10月、「アペンザプラスキャンペーンガール2015」に間宮夕貴、白石アヤと共に選出された。
2015年7月25日のDVD『ラストグラビア』発売、それに伴う8月9日のイベントを以ってグラビアアイドルを卒業した。同時に翌2016年から芸能活動を休止することが明らかになった。しかし2020年現在はグラビア活動やインフルエンサーとして活動再開させている。

## 人物
- 趣味は料理、半身浴、サッカー観戦[8]。
- 兄が1人いる[9]。
- 猫好きで2匹飼っている。名前はトランクス（ドラゴンボールのキャラクターより）とソラ。
- サッカー選手のロビン・ファン・ペルシが好きで所属チームのマンチェスター・ユナイテッドFCを応援している[10]。
- 料理好きで、ブログの記事によく手料理を載せる。
- 好きな食べ物は野菜。嫌いな食べ物はそら豆である[11]。
- イラストレーションが上手く、ドラゴンボールに登場する孫悟空などのキャラクターを得意とする。

ゲーマーで主にPUBG mobile・荒野行動・星のドラゴンクエスト・APEXをプレイしている。尚、PUBGmobileは引退した模様

## 出演

### テレビ番組
- やりすぎコージー（2008年10月 - 2010年4月、テレビ東京）
- 買物大図鑑（TBS）
- エンタの味方!（TBS）
- 日本偉人大賞（2007年4月7日、フジテレビ系）
- 美味學院（テレビ東京）
- 『ぷっ』すま（2007年12月18日・2008年8月19日、テレビ朝日系）
- さまぁ〜ず式 #22「ダジャレが上手いのはダレジャ？2」（2009年3月17日、TBS）
- 笑っていいとも!（2009年6月29日、フジテレビ系）
- つんつべ♂ バク音（2013年8月 - 2014年3月、TOKYO MX ）
- 解禁！暴露ナイト（2013年11月 - 2014年2月、テレビ東京）
- よしもとミッドナイトコメディ（2013年11月28日、読売テレビ）
- 私生活むきだしバラエティ「キリウリ$アイドル」（2014年4月9日、TOKYO MX）
- ネリさまぁ〜ず（2014年8月2日、日本テレビ）
- 内村さまぁ〜ず #195（2014年10月13日、内さま.com、他）
- 食の軍師 （2015年4月1日、TOKYO MX）- ミニスカートの美女 役

### 映画
- 巨乳をビジネスにした男（2007年5月19日公開、制作・配給:エクセレントフィルム、製作:GPミュージアムソフト）
- 実写版まいっちんぐマチコ先生　ビバ! モモカちゃん!!（2008年7月19日公開、制作:イマックス、製作・配給:TMC）
- 愛のむきだし（2009年）
- イケメンパラダイス〜花盛りの君たちへ〜Special

### オリジナルビデオ
- Wセーラー戦士（2008年4月11日、ZENピクチャーズ）
- 男子禁制〜花園女学院の秘められたドラマ〜（2009年3月25日、グリーンアンドウォーター（販売：グラッソ））
- GL 〜小悪魔たちの誘惑〜（2009年8月21日、エースデュースエンタテインメント）- キミカ 役

### 雑誌
- 少年チャンピオン
- ヤングジャンプ
- 週刊プレイボーイ
- 週刊アサヒ芸能
- FLASH EX
- ヤングアニマル
- ビデオボーイ
- Bejean
- KISUI
- Beppin School
- 本当にデカップ
- BLACK BOX
- ザベストマガジンオリジナル
- Chuッ スペシャル
- エキサイティングMAX
- EX大衆
- クリーム
- ホイップ
- B.L.T.
- TOKYO 1週間
- PCfan
- バイキチ
- ベストカー
- スコラ
- EXスコラ
- サムライELO
- FLASH
- 週間アスキー

その他多数表紙を務めた。

### CM
- 美容院EARTH（2007年10月 - 2008年2月）

### 広告
- 新日本石油  「エコフィール」ポスター
- メガネブランド 「ハッチ」
- 着物屋 「たんす屋」

## リリース作品

### DVD
- 萌えぽよ一生懸命（2007年9月7日、CCRE）
- イーヨ!（2008年1月25日、エアーコントロール）
- すごイヨ!（2008年9月26日、ぶんか社）
- Fly High 〜眩しイヨ！〜（2009年5月22日、イーネット・フロンティア）
- REBELUTION 〜欲し〜イヨ！〜（2009年9月19日、トリコ）
- PEACH! 〜美味しイヨ！〜（2009年12月15日、ラインコミュニケーションズ）
- Come back!（2013年6月21日、イーネット・フロンティア）
- 赤熟した果実（2013年10月24日、ギルド）
- 見つめていいよ（2014年8月25日、エアーコントロール）
- 一緒にいたいよ（2015年4月25日、エアーコントロール）
- ラストグラビア（2015年7月25日、エアーコントロール）

吉見姉妹（吉見早央との共演）名義
- First（2013年2月22日、竹書房）　ISBN 978-4812493618

### 同人DLソフト
吉見衣世名義
- コスプレックス×吉見衣世 01（2013年6月6日、エー・プランニング）
- コスプレックス×吉見衣世 02（2013年7月2日、エー・プランニング）

### オンデマンド写真集
- オンリーワンアルバム（2009年、東美）

### デジタル写真集
- デジタル写真集 Part1 『バスト ポジション』（2009年1月29日、アスペクトデジタルメディア）
- デジタル写真集 Part2 『Bondage Dance』（2009年1月29日、アスペクトデジタルメディア）